# كأس إفريقيا للأندية البطلة 1993
كأس أفريقيا للأندية البطلة 1993 هي النسخة 29 من دوري أبطال أفريقيا.
توج الزمالك المصري بالكأس على حساب أشانتي كوتوكو الغاني.

## الدور التمهيدي
| الفريق الأول           | إجم. | الفريق الثاني           | مباراة الذهاب | مباراة الإياب |
| ---------------------- | ---- | ----------------------- | ------------- | ------------- |
| نادي أكونانغي          | 1–4  | تي بي اوسكا بانجوي      | 1–2           | 0–2           |
| كوستا دو سول           | 2–1  | رامبلرز                 | 2–1           | 0–0           |
| نادي دجوليبا           | 2–1  | جمعية لكصر              | 1–0           | 1–1           |
| نادي كيوفو سبورت       | م.أ1 | باتا بالتس              | –             | –             |
| لوباتسي جانرز          | 0–6  | كايزر تشيفز             | 0–1           | 0–5           |
| ال بي ار سي اويلارز    | م.أ1 | ايتوال                  | –             | –             |
| ماتلاما                | 3–4  | فوكون فلاك اس سي        | 2–1           | 1–3           |
| مباباني هايلاندرز      | 0–3  | ايه اس سوتيما           | 0–1           | 0–2           |
| اسيك نديامبور          | 3–2  | سي اس ميندلينز          | 1–1           | 2–1           |
| نادي بريميرو دي أغوستو | م.أ1 | بافلوز دي بورجو         | –             | –             |
| نادي سانت جورج         | 1–2  | ماليندي                 | 1–1           | 0–1           |
| نادي الساحل            | 4–0  | اليكت سبورت ندجامينا    | 2–0           | 2–0           |
| سبورتنج بيسو           | م.أ1 | إيتوال فيلانتي واغادوغو | –             | –             |

1 أندية باتا بالتس، ايتوال، بافلوز دي بورجو وإيتوال فيلانتي واغادوغو انسحبت جميعًا.

## دور ال 32
| الفريق الأول            | إجم.    | الفريق الثاني   | مباراة الذهاب | مباراة الإياب |
| ----------------------- | ------- | --------------- | ------------- | ------------- |
| ايه اس سوتيما           | م.أ1    | بلاك ايسس       | –             | –             |
| ايه اف سي ليوباردز      | 1–2     | نكانا           | 1–1           | 0–1           |
| ايه اس سوجارا           | 2–0     | إيتوال دو كونغو | 2–0           | 0–0           |
| كوستا دو سول            | م.أ1    | يو اس بيلومبي   | –             | –             |
| دجوليبا                 | 1–3     | أسيك أبيدجان    | 1–1           | 0–2           |
| إيتوال فيلانتي واغادوغو | 1–2     | مولودية وهران   | 1–0           | 0–2           |
| الكوكب المراكشي         | 5–1     | هورويا كوناكري  | 5–0           | 0–1           |
| كيوفو سبورت             | 3–9     | كايزر تشيفز     | 2–5           | 1–4           |
| ال بي ار سي اويلارز     | م.أ 2   | الإفريقي        | –             | –             |
| ماليندي                 | 0–5     | الزمالك         | 0–1           | 0–4           |
| ناكيفوبو فيلا           | 2–2 (a) | فيتال أو        | 1–0           | 1–2           |
| اسيك نديامبور           | 3–4     | الوداد          | 2–1           | 1–3           |
| نادي بريميرو دي أغوستو  | 2–4     | ار سي بافوسام   | 2–2           | 0–2           |
| الساحل                  | 0–2     | أشانتي كوتوكو   | 0–0           | 0–2           |
| فوكون فلاك اس سي        | 3–0     | هلال الساحل     | 2–0           | 1–0           |
| تي بي اوسكا بانجوي      | 3–5     | ستشينرى ستورز   | 1–3           | 2–2           |

1 انسحب فريق بلاك ايسس وفريق يو اس بيلومبي من المسابقة. 

2 تم اقصاء نادي ال بي ار سي اويلارز من المسابقة وتغريمه 3000 دولار بعد أن رفض مسؤولو الهجرة الليبيريون دخول فريق النادي الإفريقي لمباراة الذهاب إلى البلاد.

## دور ال 16
| الفريق الأول  | إجم.    | الفريق الثاني    | مباراة الذهاب | مباراة الإياب |
| ------------- | ------- | ---------------- | ------------- | ------------- |
| ايه اس سوتيما | 2–8     | ناكيفوبو فيلا    | 0–2           | 2–6           |
| ايه اس سوجارا | 3–2     | الإفريقي         | 1–0           | 2–2           |
| أسيك أبيدجان  | 3–1     | كوستا دو سول     | 2–0           | 1–1           |
| أشانتي كوتوكو | 3–1     | الكوكب المراكشي  | 3–0           | 0–1           |
| كايزر تشيفز   | 2–2 (a) | الزمالك          | 2–1           | 0–1           |
| نكانا         | 1–1 (a) | فوكون فلاك اس سي | 0–0           | 1–1           |
| ار سي بافوسام | 1–2     | مولودية وهران    | 1–0           | 0–2           |
| الوداد        | 4–5     | ستشينرى ستورز    | 3–1           | 1–4           |

## ربع النهائي
| الفريق الأول  | إجم. | الفريق الثاني | مباراة الذهاب | مباراة الإياب |
| ------------- | ---- | ------------- | ------------- | ------------- |
| ايه اس سوجارا | 3–3  | ستشينرى ستورز | 3–2           | 0–1           |
| ناكيفوبو فيلا | 3-1  | أسيك أبيدجان  | 1–1           | م.أ1          |
| نكانا         | 1–3  | أشانتي كوتوكو | 1–0           | 0–3           |
| الزمالك       | 5–1  | مولودية وهران | 4–0           | 1–1           |

1 انسحب نادي ناكيفوبو فيلا من الجولة الثانية وعوقب من الاتحاد الأفريقي لكرة القدم بالإيقاف لمدة عامين من المسابقات الإفريقية.
| الزمالك                                                                      | 4–0 | مولودية وهران |
| ---------------------------------------------------------------------------- | --- | ------------- |
| ايمن منصور 5' · إيمانويل أمونيكي 14' · عفت نصار 45' · خالد الغندور 56' (ض.ج) |     |               |

| مولودية وهران | 1–1 | الزمالك       |
| ------------- | --- | ------------- |
| بشير مشري ?'  |     | وليد معاذ 25' |

## نصف النهائي
| الفريق الأول | إجم. | الفريق الثاني | مباراة الذهاب | مباراة الإياب |
| ------------ | ---- | ------------- | ------------- | ------------- |
| أسيك أبيدجان | 3–3  | أشانتي كوتوكو | 3–1           | 0–2           |
| الزمالك      | 3–2  | ستشينرى ستورز | 3–1           | 0–1           |

## النهائي
| أشانتي كوتوكو | 0–0 | الزمالك |
| ------------- | --- | ------- |
|               |     |         |

| الزمالك | 0–0   | أشانتي كوتوكو |
| --- | ----- | --- |
| |       | |
| ركلات الترجيح |       | |
| خالد الغندور · عفت نصار · حسين عبد اللطيف · إيمانويل أمونيكي · مصطفى ابراهيم · سامي الشيشيني · إسماعيل يوسف · أيمن منصور · أشرف يوسف | 7 – 6 | فريمبونج مانسو · سارفو جيامفي · ? · ياو اوسو · أنتوني منساه · فرانك امانكواه · ادوارد اجيمين دو · جورج آرثر · سيدو يوسف |

## البطل
نادي الزمالك واحتفظ بكأس البطولة مدى الحياة.

## الهدافين
| الترتيب | الاسم            | الفريق           | الأهداف |
| ------- | ---------------- | ---------------- | ------- |
| 1       | أيمن منصور       | الزمالك          | 5       |
| 2       | ازيكيل الامو     | ستشينرى ستورز    | 4       |
| 2       | واسيو ايباييه    | ستشينرى ستورز    | 4       |
| 4       | جين جاك كومبوس   | ار سي بافوسام    | 2       |
| 4       | خالد الغندور     | الزمالك          | 2       |
| 4       | مصطفى نجم        | الزمالك          | 2       |
| 4       | جو اوكيري        | أشانتي كوتوكو    | 2       |
| 4       | إيمانويل أمونيكي | الزمالك          | 2       |
| 4       | فيدي روزانيفو    | فوكون فلاك اس سي | 2       |
| 4       | أحمد البهجة      | الكوكب المراكشي  | 2       |
| 4       | دكتور كومالو     | كايزر تشيفز      | 2       |